# Gutshof Wellenbad
Der Gutshof Wellenbad war eine historische Bade- und Gastwirtschaftsanlage in Schwerte, Nordrhein-Westfalen. Heute wird es vom Montessori Campus Westfalia für Bildungsangebote genutzt. Die Geschichte des Gutshof Wellenbad wurde geprägt von dem sich ändernden Flusslauf der Ruhr sowie von gesellschaftlichen Veränderungen.

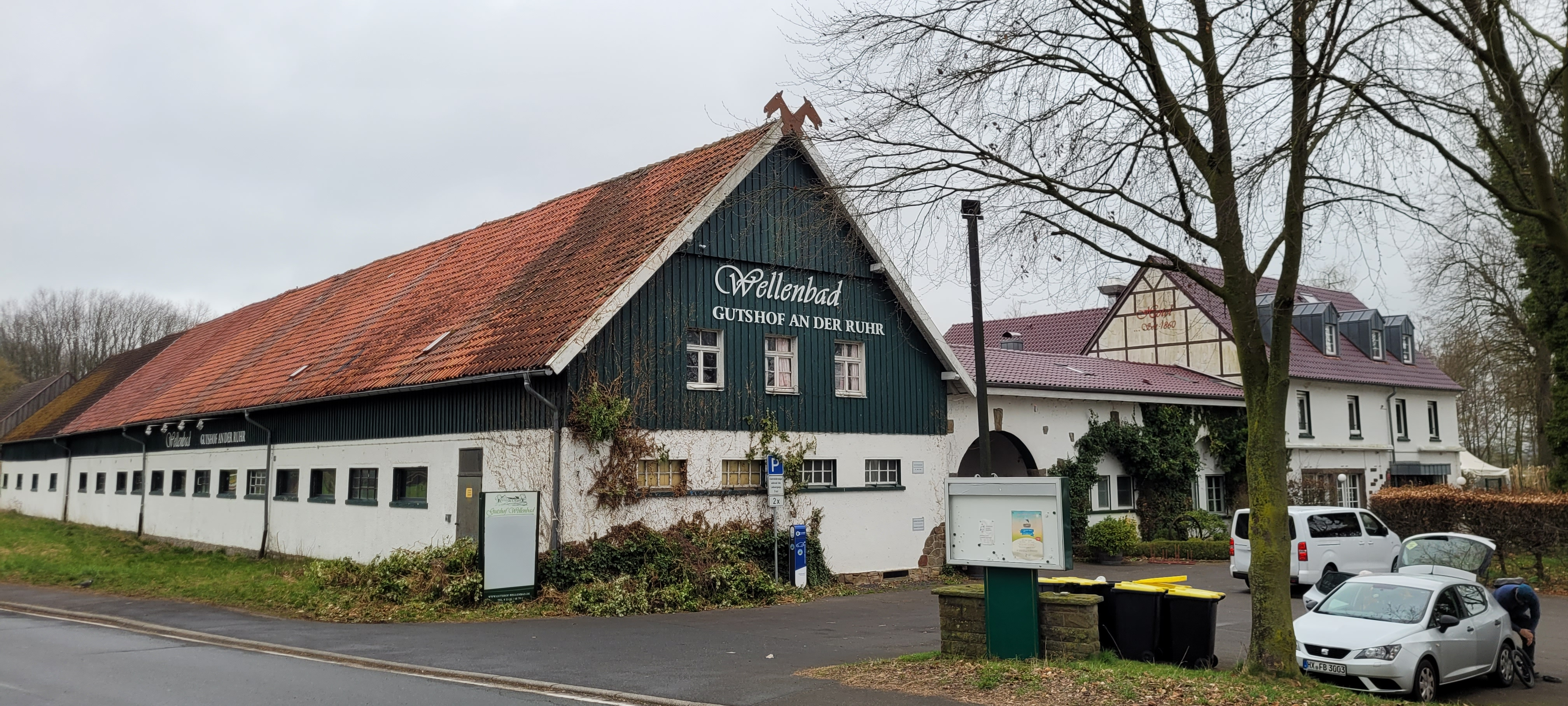
Gutshof Wellenbad

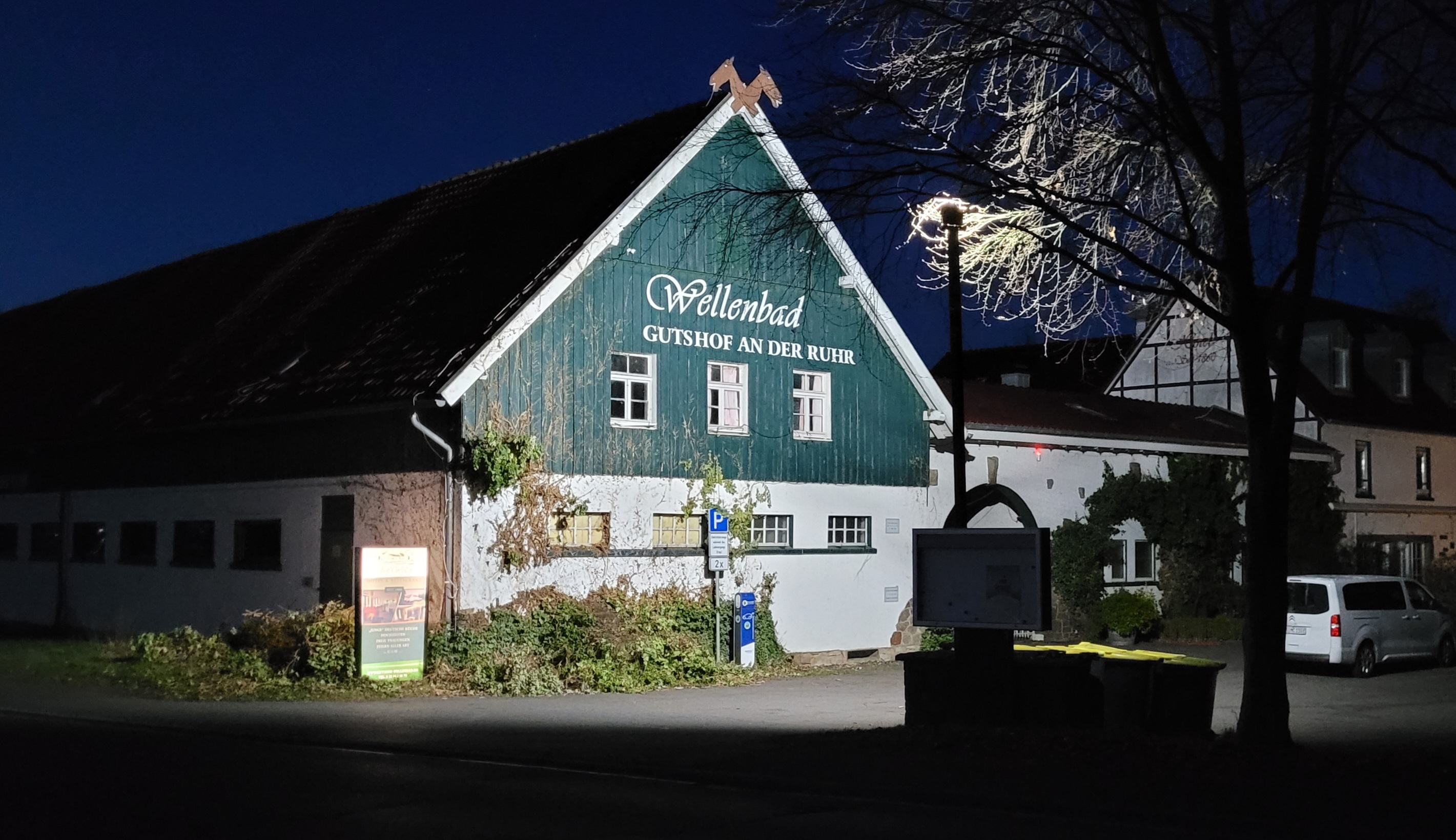
Gutshof Wellenbad in der Nacht

## Geschichte

### Änderung des Flusslaufs
Im frühen 18. Jahrhundert besaß die Ruhr zwei Hauptarme, die eine große Landmasse zwischen Geisecke und Schwerte umschlossen. Im Jahr 1719 durchbrach der Fluss bei Geisecke ein Prallufer und änderte dadurch seinen Lauf, wodurch sich ein neues Flussbett bildete. Der nördliche Ruhrarm, der als Mühlengraben diente, führte daraufhin deutlich weniger Wasser, was die Schwerter Mühle am Brücktor in ihrer Funktion beeinträchtigte. Um den Wasserverlust auszugleichen, wurde an der Stelle, an der sich heute der Gutshof Wellenbad befindet, ein künstlicher Fließgraben angelegt, der den Mühlenstrang mit Wasser aus der neuen Ruhr versorgte. Diese Maßnahme stellte die Wasserversorgung der Mühlen sicher und ermöglichte deren fortgesetzte Nutzung. Um jedoch eine ausreichende Wasserführung durch den künstlichen Fließgraben zu gewährleisten, war es erforderlich, unmittelbar oberhalb des heutigen Gutshofes Wellenbad ein Stauwehr zu errichten.

### Fährbetrieb und Gaststätte
Mitte des 19. Jahrhunderts wurde an der Ruhr beim späteren Gutshof Wellenbad eine Fähre eingerichtet, um den Flussübergang in Geisecke zu erleichtern. Der Bauer Schulte-Nölle ließ dazu ein Fährhaus errichten und eröffnete eine Gaststätte, die schnell an Beliebtheit gewann. Da der Fährbetrieb stark frequentiert wurde, entschloss sich Schulte-Nölles Nachfolger Heinrich Externbrink eine Hängebrücke für Fußgänger zu errichten. Diese blieb bis 1928 in Betrieb, ehe sie durch eine feste Steinbrücke ersetzt wurde. Durch diese Infrastrukturmaßnahmen wurde die Anbindung der Region verbessert und der Standort entwickelte sich zu einem beliebten Anlaufpunkt für Reisende und Einheimische.

### Nutzung als Kuranstalt
Im Jahr 1866 wurde die Flusslandschaft für eine Kaltwasser-Kuranstalt genutzt. Hierzu wurde das bestehende Wehr der Ruhr gezielt für Wasseranwendungen eingesetzt. Die kontrollierte Wasserführung ermöglichte verschiedene therapeutische Maßnahmen. Medizinische Gutachten bescheinigten der Einrichtung eine heilende Wirkung bei Kreislauf- und Rheumaerkrankungen, was zur steigenden Beliebtheit der Badeanstalt beitrug. Die Einrichtung entwickelte sich rasch zu einem anerkannten Kurort, der von Einheimischen und Gästen gleichermaßen genutzt wurde.

### Flussbadeanstalt nach Bau des Stausee Hengsen
Mit dem Bau des Stausee Hengsen im frühen 20. Jahrhundert wurde die Wasserführung der Ruhr erheblich verändert. Die Regulierung der Strömung beeinflusste den Wasserstand des Mühlenstrangs, dem nun direkt Wasser aus dem Stausee Hengsen zugeführt wurde. Dies veränderte auch die Funktionsweise des Wellenbades. Gleichzeitig wandelte sich das Badeverhalten der Bevölkerung: Während Heilbäder an Bedeutung verloren, erfreuten sich offene Schwimmplätze zunehmender Beliebtheit. Um diesen veränderten Bedürfnissen gerecht zu werden, wurde das Wellenbad um 1900 in eine „Flussbadeanstalt“ umgewandelt. In einem ruhigen Abschnitt der Ruhr konnten Besucher nun schwimmen und sich erholen. Mit dem Aufkommen moderner Freibäder, die komfortablere Badebedingungen boten, verlor das Wellenbad zunehmend an Bedeutung, und die Besucherzahlen gingen zurück.

### Übernahme durch die Dortmunder Stadtwerke
Im Jahr 1936 wurde das Gelände des Wellenbads von den Dortmunder Stadtwerken übernommen und in ein umfassendes Wasserwirtschaftsprojekt integriert. Damit endete endgültig die Nutzung als Badeanstalt. Die Stadtwerke führten verschiedene infrastrukturelle Maßnahmen durch, um die Wasserregulierung und Nutzung der Ruhr weiter zu optimieren. Durch diese Veränderungen verlor das Gelände zunehmend seine Funktion als Erholungs- und Badeort.

### Gastronomie und Hotelbetrieb
Nach dem Ende des Badebetriebs wurde der Gutshof Wellenbad als Gastronomiebetrieb und Hotel weitergeführt. Über Jahrzehnte hinweg war es ein beliebtes Ausflugsziel und Veranstaltungsort für Feiern und Tagungen. Trotz mehrfacher Renovierungen geriet der Betrieb zunehmend unter wirtschaftlichen Druck. Die COVID-19-Pandemie verschärfte die Lage weiter. Der Hotel- und Gastronomiebetrieb wurde im September 2023 eingestellt. Anschließend wurde die Immobilie verkauft, und einer neuen Nutzung zugeführt.

## Heutige Nutzung vom Montessori Campus Westfalia
Nach dem Verkauf des Gutshofes Wellenbad im Jahr 2023 wurde das Gebäude vom Montessori Campus Westfalia übernommen. Die Einrichtung nutzt die Räumlichkeiten seither für schulische Zwecke und Bildungsangebote. Schüler haben dort die Möglichkeit, praxisnahe Lernprojekte durchzuführen, darunter die Organisation von Veranstaltungen auf dem Gelände. Durch diese neue Nutzung bleibt das historische Gebäude erhalten und dient nun als ein Ort der Bildung und pädagogischen Entwicklung.